# Elin Topoezakov
Elin Kalinov Topuzakov (Bulgaars: Елин Калинов Топузаков) (Dimitrovgrad, 5 februari 1977) is een Bulgaars betaald voetballer die bij voorkeur als verdediger speelt. Hij verruilde in augustus 2010 Levski Sofia voor Hapoel Ramat Gan. In 2003 debuteerde hij in het Bulgaars voetbalelftal.
Topuzakov was bij Levski Sofia aanvoerder. Hij werd met de club in 2000, 2001, 2002, 2006, 2007 en 2009 landskampioen, in 1998, 2000, 2002, 2003, 2005, 2007 de nationale beker en in 2005, 2007 en 2009 de Bulgaarse Supercup.

## Carrière
- 1995-2008: Levski Sofia
- 1998-1999: →Pirin Blagoëvgrad (huur)
- 2008-2009: Hapoel Tel Aviv
- 2009-2010: Levski Sofia
- 2010- .. : Hapoel Ramat Gan